# Euxesta argentina
Euxesta argentina är en tvåvingeart som beskrevs av Juan Brèthes 1904.
Euxesta argentina ingår i släktet Euxesta och familjen fläckflugor. Inga underarter finns listade i Catalogue of Life.